# 爱德华·范贝内登
爱德华·约瑟夫·路易-马里·范贝内登（法語：Édouard Joseph Louis-Marie Van Beneden，1846年3月5日—1910年4月28日）是比利时动物学家、胚胎学家，减数分裂的发现者。他是古生物学家皮埃尔-约瑟夫·范贝内登的儿子。